# Viarmes
Viarmes é uma comuna francesa na região administrativa da Ilha de França, no departamento do Vale do Oise. Estende-se por uma área de 8.19 km². Em 2010 a comuna tinha 5 294 habitantes (densidade: 646,4 hab./km²).